# Charles Simons (1823-1890)
Charles Marie Jean Hubert Simons (Maastricht, 6 juli 1823 - Brussel, 28 oktober 1890) was een Belgisch volksvertegenwoordiger.

## Levensloop
Simons was een zoon van volksvertegenwoordiger Henri Simons en van Louise Roosen. Hij trouwde met Anaïs Rose.
Hij promoveerde tot doctor in de rechten (1847) aan de Katholieke Universiteit Leuven en doorliep een rechterlijke loopbaan:
- substituut bij de rechtbank van eerste aanleg in Brussel (1855-1857),
- substituut-procureur-generaal bij het hof van beroep in Brussel (1857-1865),
- procureur-generaal bij het hof van beroep in Brussel (1865-1871),
- raadsheer bij het Hof van Cassatie (1871-1877).

Hij verliet toen de magistratuur om een nieuwe carrière in de ondernemingswereld aan te vatten, als directeur (d.w.z. bestuurder) van de Société Générale. Hij zetelde in de raden van bestuur van heel wat vennootschappen waar deze holding participaties of de meerderheid in had. Zo was hij: 
- bestuurder nv Phoenix,
- bestuurder Chemins de fer Liégeois-Namurois,
- bestuurder Tramways Bruxellois,
- bestuurder Banque de Gand,
- bestuurder Banque centrale Tournaisienne,
- bestuurder société du Couchant du Flénu,
- bestuurder société de Forchies,
- bestuurder Société de Marcinelle et Couillet,
- bestuurder en voorzitter Compagnie belge d'assurances générales contre les risques d'incendie (AG),
- bestuurder Compagnie belge d'assurances générales sur la vie (AG),
- bestuurder Chemins de fer du Haut et du Bas Flénu,
- bestuurder Charbonnage des produits au Flénu,
- bestuurder Chemins de fer de l'Est Belge,
- bestuurder Charbonnages réunis à Charleroi,
- bestuurder Chemins de fer de Mons à Hautmont.

Van 1884 tot aan zijn dood zetelde hij in de Kamer van volksvertegenwoordigers als vertegenwoordiger van de Partij van de Onafhankelijken, een partij die alleen in het arrondissement Brussel enig succes kende en waarvan de verkozenen na verloop van tijd aansloten bij de katholieke partij.

## Publicaties
- Des éléments de droit civil, Brussel, Jamar, 1851-1853.
  - De la propriété et de ses modifications.
  - Des modes d'acquérir et de transmettre la propriété.
- Attaques contre la force obligatoire des lois et des provocations à y désobéir, Brussel, 1871.

Simons publiceerde bijdragen in La Belgique judiciaire en in Revue de l'administration et du droit administratif de Belgique.